# N. T. Rama Rao Jr.
Nandamuri Taraka Rama Rao Jr. (Haiderabade, 20 de maio de 1983), também conhecido como Jr. N.T.R. ou Tarak, é um ator indiano que trabalha principalmente no cinema telugu. Um dos atores mais bem pagos deste seguimento, Rama Rao ganhou vários prêmios, incluindo dois prêmios Filmfare, dois prêmios estaduais Nandi e quatro prêmios CineMAA. Desde 2012, ele aparece na lista das 100 celebridades da Forbes India.
Neto do ídolo da matinê telugu, NT Rama Rao Sr., que também foi o ex-ministro-chefe do estado indiano de Andra Pradexe, Rama Rao apareceu como ator infantil em obras como Brahmarshi Viswamitra (1991) e Ramayanam (1997), vencendo, neste último, o Prêmio Nacional de Cinema de melhor filme infantil. Estreou-se como ator principal com Ninnu Choodalani (2001). Ele ganhou destaque com o filme sobre a maioridade Student No: 1 (2001) e o drama de ação Aadi (2002).
Rama Rao se estabeleceu como ator principal no cinema telugu com obras como Simhadri (2003), Yamadonga (2007), Adhurs (2010), Brindavanam (2010), Baadshah (2013), Temper (2015), Nannaku Prematho (2016), Janatha Garage (2016), Jai Lava Kusa (2017), Aravinda Sametha Veera Raghava (2018) e RRR (2022), sendo este último seu lançamento de maior bilheteria. Ele ganhou dois prêmios Filmfare de melhor ator por suas atuações em Yamadonga e Nannaku Prematho.
Em 2017, ele apresentou a primeira temporada do reality show em língua telugu Bigg Boss no Star Maa. Ele começou a apresentar a quinta temporada de Evaru Meelo Koteeswarulu em 2021 na Gemini TV.

## Juventude e família
Rama Rao nasceu em 20 de maio de 1983, filho do ator de cinema e político Nandamuri Harikrishna e Shalini Bhaskar Rao. Seu pai é descendente de telugu e nasceu e foi criado em Nimmakuru, no distrito de Krishna, em Andra Pradexe. Sua mãe é uma Kannadiga, natural de Kundapur, Karnataka. Ele é neto do ator telugu e ex-ministro-chefe de Andra Pradexe, N. T. Rama Rao. Inicialmente chamado de Tarak, ele foi renomeado como N. T. Rama Rao por sugestão de seu avô.
Rama Rao estudou na Vidyaranya High School e completou sua educação intermediária no St. Mary's College. Ele também estudou no distrito de Krishna, em Andra Pradexe, por algum tempo.
Rama Rao é um dançarino Kuchipudi treinado. Ele é meio-irmão do ator e produtor Nandamuri Kalyan Ram, sobrinho do ator e político Nandamuri Balakrishna e ex-ministro-chefe de Andra Pradexe, N. Chandrababu Naidu, e primo do ator Taraka Ratna e político Nara Lokesh.

## Carreira cinematográfica

### 1991–2006: estreia e carreira inicial
Rama Rao estreou no filme Brahmarshi Vishwamitra (1991) ainda criança, aos sete anos de idade. Escrito e dirigido por seu avô NT Rama Rao, ele desempenhou o papel de Bharata. Depois de um longo intervalo, ele desempenhou o papel-título de Rama no filme mitológico Ramayanam (1997), dirigido por Gunasekhar, que ganhou o Prêmio Nacional de Cinema de melhor ator infantil. Sua atuação no filme recebeu apreciação crítica.
K. Raghavendra Rao recomendou Rama Rao a S. S. Rajamouli para sua estreia na direção, Student No: 1 (2001), em meados de 2000, depois de ficar impressionado com seu desempenho nas audições e em seu filme anterior, Ramayanam (1997). No entanto, o filme ficou em produção por muito tempo. Mais tarde, ele foi contratado pelo produtor Ramoji Rao, e decidiu trabalhar no drama romântico Ninnu Choodalani que marcou sua estreia como ator principal. Naquela época, ele tinha apenas 17 anos. Student No: 1, lançado posteriormente, fez sucesso, enquanto Subbu (2001) foi um fracasso comercial.
Em Aadi (2002) dirigido pelo estreante VV Vinayak, ele interpretou um homem que tenta se vingar de um senhorio pela morte de seus pais. O filme foi um dos de maior bilheteria de 2002. Ele apareceu em outros filmes, como Allari Ramudu de B. Gopal (2002) e o thriller político de AM Rathnam Naaga (2003). Simhadri (2003), sua segunda colaboração com Rajamouli, com um orçamento de ₹ 8,5 milhões, o filme acabou se tornando o filme telugu de maior bilheteria da história na época. Mais tarde, ele abandonou os filmes juvenis e começou a experimentar dramas de facções.
Em seguida, ele apareceu no drama de ação de Puri Jagannadh, Andhrawala (2004), que criou muito entusiasmo, mas foi um fracasso de bilheteria. Ele então estrelou o filme de ação Samba (2004) em sua segunda colaboração com Vinayak. Mais tarde, ele desempenhou um papel duplo no filme de drama familiar Naa Alludu (2005) e estrelou Narasimhudu de Gopal (2005) e Ashok de Surender Reddy . Todos os três filmes falharam nas bilheterias. Sua atuação em Rakhi (2006), de Krishna Vamsi, foi bem avaliada pelo público e pela crítica.

### 2007–2012: avanços e flutuações na carreira
Rama Rao colaborou com o diretor Rajamouli pela terceira vez em um filme de sócio-fantasia Yamadonga. Para esse filme, ele teve que mudar de visual, perdendo mais de 20 kg, já que pesava 94 kg. Rama Rao interpretou Raja, um ladrão que mais tarde critica e insulta Yama e de repente vai para o inferno devido a alguns atos negativos. O filme recebeu críticas positivas e o fez receber o Prêmio Filmfare de melhor ator. Mohan Babu elogiou a atuação de Rama Rao no filme. Ele mais tarde se inscreveu no filme de ação Kantri, dirigido pelo estreante Meher Ramesh, um protegido de Puri Jagannadh. Em 2009, Rama Rao fez um hiato de um ano para fazer campanha pelo Partido Telugu Desam (TDP) nas eleições gerais de 2009.
Rama Rao se inscreveu na comédia de ação Adhurs, na qual desempenhou papéis duplos pela terceira vez depois de Andhrawala e Naa Alludu. Adhurs arrecadou mais de ₹ 300 milhões. Ele então retornou aos filmes românticos depois de vários anos na comédia romântica Brindavanam (2011), dirigida por Vamsi Paidipally.
Rama Rao colaborou com o diretor Ramesh no filme de ação e fantasia Shakti, e com o diretor Surender Reddy no filme de ação romântico Oosaravelli. Dammu (2012), dirigido por Boyapati Srinu, tornou-se um filme de maior bilheteria.

### 2013–presente: sucessos comerciais eRRR
Em Baadshah, ele exibiu um novo visual, alisando os cabelos cacheados e deixando crescer a barba, para se adequar à imagem de don. O filme se tornou um grande sucesso. Os números finais de Baadshah foram superiores a ₹ 480 milhões em 50 dias. Este filme foi posteriormente dublado em hindi e malaialo. O próximo lançamento de Rama Rao em 2013 foi o drama de vingança Ramayya Vasthavayya, dirigido por Harish Shankar. Este foi o pior período da carreira de Rama Rao e Baadshah foi o único filme que lhe deu sucesso.
Em 2015, estrelou Temper, dirigido pelo diretor Puri Jagannadh. O filme proporcionou um sucesso muito necessário para Rama Rao, após uma série de desastres e sua atuação como o policial corrupto Daya que se torna um bom fazedor foi apreciado tanto pelo público quanto pela crítica.
Após o sucesso de Temper, Rama Rao trabalhou em Nannaku Prematho (2016), dirigido por Sukumar sob a produção de Sri Venkateswara Cine Chitra e Reliance Entertainment. Ele ganhou o segundo prêmio Filmfare de melhor ator por sua atuação. N. T. exibiu um novo visual com cabelo penteado com gel e barba longa para a produção, que recebeu críticas positivas da crítica e do público. O filme acabou se tornando o de maior bilheteria na carreira de Rama Rao, ultrapassando Baadshah com um faturamento mundial de ₹ 82,7 crore (US $ 10 milhões). Mais tarde no mesmo ano, Rama Rao estrelou o lançamento de setembro Janatha Garage, dirigido por Koratala Siva, onde foi escalado ao lado de Mohanlal. O filme registrou a maior abertura para um filme de Tollywood em 2016 e se tornou o filme telugu de maior bilheteria do ano.
Em 2017, Rama Rao ensaiou um papel triplo em Jai Lava Kusa sob a direção de KS Ravindra no banner da NTR Arts com seu meio-irmão Nandamuri Kalyan Ram como produtor. Jai Lava Kusa arrecadou quase ₹ 130,90 crore em todo o mundo e teve sucesso de bilheteria com os críticos elogiando seu desempenho.
Em 2018, ele estrelou o drama de ação dirigido por Trivikram Srinivas, Aravinda Sametha, que se tornou um dos filmes de Tollywood de maior bilheteria do ano. Trivikram Srivinas creditou Rama Rao pelo sucesso de Aravinda Sametha, dizendo que "um ator altamente capaz como NTR é muito raro de encontrar em qualquer geração. Quando se trata de atuar, ele é como um portador da tocha. Ficar no momento é uma qualidade muito grande. Ele é um ator tão raro. NTR tem a capacidade de se igualar ao seu avô. Ele é disciplinado, honesto, direto, não se envolve em questões desnecessárias e faz de tudo para conseguir o que é necessário. Não precisamos parar tal personalidade, basta bater palmas durante sua jornada".
A magnum opus RRR de Rajamouli, onde Rama Rao interpreta o lutador pela liberdade do século XX, Komaram Bheem, teve enorme sucesso. Rajamouli disse: "Eu realmente diria que não há outro ator na tela indiana que possa fazer o que Tarak fez na música de Komaram Bheemudo. Mostrar dor, mostrar traição, mostrar subjugação à pátria, mas nem sequer piscar para o opressor. Não apenas mostrando todas essas emoções, mas mostrando todas essas emoções em uma única cena, em um quadro. Isso é como um épico".